# Francisco I. Madero, Ocozocoautla de Espinosa
Francisco I. Madero är en ort i Mexiko.   Den ligger i kommunen Ocozocoautla de Espinosa och delstaten Chiapas, i den sydöstra delen av landet, 700 km öster om huvudstaden Mexico City. Francisco I. Madero ligger 319 meter över havet och antalet invånare är 273.
Terrängen runt Francisco I. Madero är huvudsakligen lite bergig. Francisco I. Madero ligger nere i en dal. Runt Francisco I. Madero är det ganska glesbefolkat, med 40 invånare per kvadratkilometer. Närmaste större samhälle är Nuevo Naranjo, 18,5 km nordost om Francisco I. Madero. Omgivningarna runt Francisco I. Madero är en mosaik av jordbruksmark och naturlig växtlighet.